# Batalla de Shanghái
La batalla de Shanghái (japonés: 第二次上海事変, Hepburn: Dai-niji Shanhai jihen,? literalmente ‘Segundo Incidente de Shanghái’; en chino tradicional, 淞滬會戰; en chino simplificado, 淞沪会战; pinyin, Sōnghù Huìzhàn; literalmente, ‘Batalla de Songhu’) fue una importante batalla librada entre el Imperio del Japón y la República de China en la ciudad china de Shanghái durante la segunda guerra sino-japonesa. Duró del 13 de agosto de 1937 al 26 de noviembre de 1937, y podría decirse que fue la batalla más grande y más larga de toda la guerra, incluso algunos historiadores la consideran la primera batalla de la Segunda Guerra Mundial. Resultó en la captura japonesa de la ciudad y una gran destrucción de la ciudad.
Fue el primero de los veintidós enfrentamientos importantes librados entre el Ejército Nacional Revolucionario de China (ENC) de la República de China (RC) y el Ejército Imperial Japonés (EIJ) del Imperio del Japón al comienzo de la segunda guerra sino-japonesa. Los japoneses finalmente ganaron después de más de tres meses de extensos combates en tierra, aire y mar. Ambos bandos se acusaron mutuamente de usar armas químicas durante la batalla, y se confirmó que las fuerzas japonesas habían desplegado gas venenoso ilegalmente al menos trece veces. El historiador Peter Harmsen afirmó que la batalla "presagiaba el combate urbano tal como se libraría no solo durante la Segunda Guerra Mundial, sino durante el resto del siglo XX" y que "mostró la totalidad de la guerra urbana moderna". También se la ha llamado "una de las batallas defensivas más increíbles jamás libradas en este planeta". Fue la batalla urbana más grande antes de la Batalla de Stalingrado, que ocurrió casi 5 años después.
Desde la invasión japonesa de Manchuria en 1931, seguida del ataque japonés a Shanghái en 1932, se habían producido conflictos armados entre China y Japón sin una declaración oficial de guerra. Estos conflictos finalmente se intensificaron en julio de 1937, cuando el incidente del Puente de Marco Polo desencadenó el avance total de Japón. Shanghái era la ciudad más grande y cosmopolita de China, siendo la quinta ciudad más grande del mundo en ese momento. Shanghái era conocida como la "Perla de Oriente" y "París del Este", siendo el principal centro comercial y el puerto más grande de China. La tenaz resistencia china en Shanghái tenía como objetivo detener el avance japonés, dando tiempo muy necesario para que el gobierno chino trasladara industrias vitales al interior, mientras que al mismo tiempo intentaba atraer a las potencias occidentales simpatizantes al lado de China. Durante la feroz batalla que duró tres meses, las fuerzas de China y Japón lucharon en el centro de Shanghái, en las ciudades periféricas y en las playas del río Yangtze y la bahía de Hangzhou, donde los japoneses habían realizado desembarcos anfibios.
Las fuerzas chinas estaban equipadas principalmente con armas de pequeño calibre contra el poder aéreo, naval y blindado japonés, mucho mayor. Al final, Shanghái cayó y China perdió una parte significativa de sus mejores tropas, las fuerzas de élite chinas entrenadas y equipadas por los alemanes, sin lograr ninguna intervención internacional. Sin embargo, la resistencia de las fuerzas chinas durante tres meses de batalla sorprendió a los japoneses, que creían que podían tomar Shanghái en cuestión de días y China en meses. Esta batalla representaría el inicio de la obstinada resistencia que el expansionismo japonés encontraría en China, y entre otras cosas, llevaría a los militares japoneses a ocupar las colonias europeas en el sudeste de Asia.
La batalla se puede dividir en tres etapas, y finalmente involucró a alrededor de un millón de tropas. La primera etapa duró del 13 al 22 de agosto de 1937, durante la cual el ENC asedió la Fuerza de Desembarco Naval Japonesa estacionada en Shanghái en sangrientos combates urbanos en un intento de desalojarlos. La segunda etapa duró del 23 de agosto al 26 de octubre de 1937, durante la cual los japoneses lanzaron desembarcos anfibios de refuerzo en la costa de Jiangsu y los dos ejércitos lucharon una batalla casa por casa en la zona de los arroyos al norte de Shanghái, con los japoneses intentando obtener el control de la ciudad y las regiones circundantes. La última etapa, que duró del 27 de octubre a fines de noviembre de 1937, involucró la retirada del ejército chino ante las maniobras de flanqueo japonesas y el combate resultante en el camino a la capital de China en ese momento, Nankín. Además del combate urbano, también se libraron guerras de trincheras en las afueras de la ciudad.

## Antecedentes
Si bien la guerra no declarada entre Japón y China había sido iniciada en 1931 con el incidente de Mukden, no fue hasta el incidente del Puente de Marco Polo que los combates entre las fuerzas del Kuomintang y las fuerzas japonesas estacionadas en Manchuria se recrudecieron, no obstante, ninguno de los dos países se declaró la guerra por miedo a la alineación europea y estadounidense.
Los jefes militares chinos se dieron cuenta de que debido a la carencia de tropas estacionadas en el norte de China, la falta de transportes suficientes para llevar tropas del sur al norte, y el retraso en la construcción de puntos fuertes en el norte, era imposible proteger las provincias alrededor de Pekín.
Sin fuerzas organizadas para detener el avance japonés del norte al sur de China, se decidió que para evitar que las fuerzas chinas en Shanghái y Nankín quedaran aisladas, lo mejor sería atraer a las fuerzas japonesas hacia Shanghái, al Este, con el objetivo de permitir que se evacuase al Gobierno y a la industria. No obstante, estaba claro que finalmente Shanghái, Nankín y Wuhan serían entregadas a Japón. Esta política china aprovechaba el gran territorio chino y fue llamada "espacio por tiempo". La provincia de Jiangsu era muy importante para la facción nacionalista del Kuomintang, ya que otras regiones de China estaban controladas por los señores de la guerra o por el partido comunista chino.

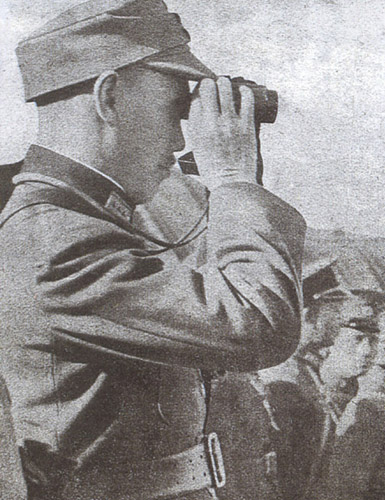
Chiang Kai Shek visita sus tropas en Shanghái para levantar la moral.

Los japoneses estaban confiados respecto a la victoria sobre China. De hecho, el almirante japonés Mitsumasa Yonai tuvo que presionar a los generales del Ejército Kanji Ishiwara y Yoshijirō Umezu para que accedieran a enviar tropas del ejército a Shanghái, ya que estos generales consideraban que sólo la Armada Imperial Japonesa podía tomar la ciudad. Debido a un acuerdo firmado en 1933 entre China y Japón, en la ciudad existían varias guarniciones japonesas, y no estaba permitido la entrada de tropas chinas a Shanghái. La tregua con la que acabó el «incidente de Shanghai» de 1933 estipulaba una zona desmilitarizada tras la que los chinos habían construido fortificaciones y traído nuevas unidades, infringiendo en acuerdo. Tras el incidente del Puente de Marco Polo a mediados de julio, las fuerzas locales, agrupadas en el Cuerpo de Mantenimiento de la Paz, comenzaron a realizar maniobras nocturnas en Zhabei. Cuando se iniciaron los combates, los soldados japoneses se atrincheraron en sus casi 80 búnkeres en la ciudad y las patrullas japonesas empezaron a navegar por los ríos que atravesaban la ciudad, manteniéndola a su alcance para realizar ataques.
El 6 de agosto, ante la situación de hostilidad creciente, el cónsul japonés en la ciudad ordenó a los residentes nipones trasladarse a las concesiones internacionales. El mismo día el Gobierno japonés recibió la noticia de que el chino había aprobado entrar en guerra, de resistencia, y decidió evacuar a los ciudadanos japoneses de la zona de Yangzi. El 12 de agosto, comenzó también la evacuación de los civiles de las provincias del sur de China. La decisión de no evacuar a los residentes en Qingdao y Shanghái llevó a la Armada a plantearse el refuerzo de sus dos mil infantes de esta, que se oponían a ciento veinte mil soldados chinos apostados alrededor de la ciudad.
La tensión que existía en Shanghái en esta guerra no declarada alcanzó su punto máximo cuando el 9 de agosto el primer teniente japonés Isao Oyama intentó entrar al aeropuerto Hungchiao, violando acuerdos firmados, que prohibían la entrada de soldados japoneses a dicho aeropuerto. Oyama fue asesinado en el lugar y aunque Japón pidió disculpas por las acciones de Oyama, aprobó el envío de más tropas a Shanghái el 10 de agosto. Al día siguiente, Chiang Kai-shek envió soldados a la región de Shanghái, violando los acuerdos firmados en 1932, que establecían unas zonas desmilitarizadas.

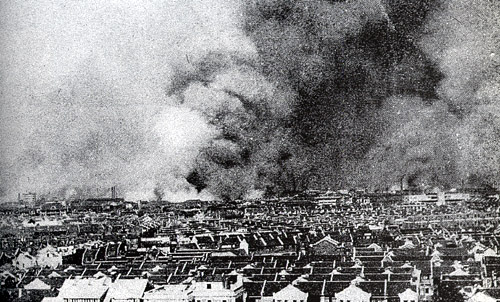
Zhabei en llamas.

El 12 de agosto, con los infantes japoneses en alerta máxima, las autoridades japonesas exigieron la retirada de las tropas chinas desplegadas a las afueras de Shanghái, así como de las fuerzas policiales en la ciudad. Las autoridades chinas se negaron, argumentando que con ambos países en guerra en el Norte, no podían retirar sus tropas en el centro y el Este, aunque aseguraron que sus fuerzas sólo actuarían si eran atacadas. Japón suspendió el diálogo y la guerra en el Norte de China se trasladó también al Este. 
Ese mismo día el Gobierno nipón había aprobado envío de tropas de tierra y el siguiente ordenó el despacho de dos divisiones a la ciudad. El 14 el ministro de Marina admitía que los intentos de limitar los enfrentamientos habían fracasado y Japón debía prepararse para tomar Nankín. El resto del gabinete y el Ejército, sin embargo, se mostraban reticentes a aceptar tal posibilidad. La Marina se había estado preparando para la guerra con China desde los primeros días del incidente en el Norte. El 17 de agosto, tras el comienzo de los combates en Shanghái, el Gobierno japonés abandonó oficialmente su política de tratar de limitar los incidentes y se preparó para una guerra con China.

## La batalla

### Primeros enfrentamientos

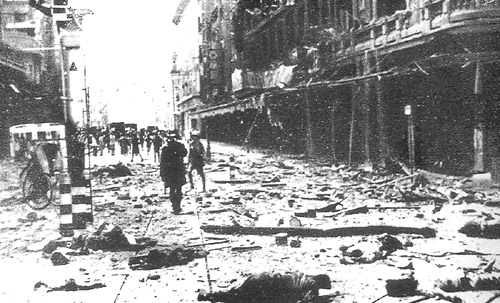
Shanghái después de un bombardeo

En la mañana del 13 de agosto, las fuerzas policiales especiales chinas de Shanghái abrieron fuego contra las tropas japonesas ubicadas en Shanghái, lo que motivó que mayores unidades militares se involucraran. En la tarde, la flota japonesa ubicada en los ríos Huangpu y Yangzi abrió fuego contra las posiciones chinas en la ciudad. Esa noche, Chiang Kai-shek ordenó al general Zhang Zhizhong iniciar la ofensiva hacia Shanghái al día siguiente. Esa misma noche el gabinete japonés aprobaba a regañadientes el envío de tres divisiones a China, dos de ellas a Shanghái, aunque el almirante Hasegawa, responsable de la concesión japonesa en la ciudad, sólo había solicitado el envío de tres regimientos.
El 14 de agosto, la fuerza aérea china bombardeó diversas regiones controladas por los japoneses, y la flota anclada en el puerto, limpiando el camino para las fuerzas terrestres chinas, que empezaron a avanzar a las 3:00 p. m. Ese mismo día, el Gobierno chino realizó la «Proclama de la Auto-Defensa y la Guerra de Resistencia», iniciándose oficialmente el asalto hacia Shanghái. El 15, en respuesta al bombardeo chino de la flota, aviones japoneses cruzaron el mar para bombardear Nankín y Shanghái.

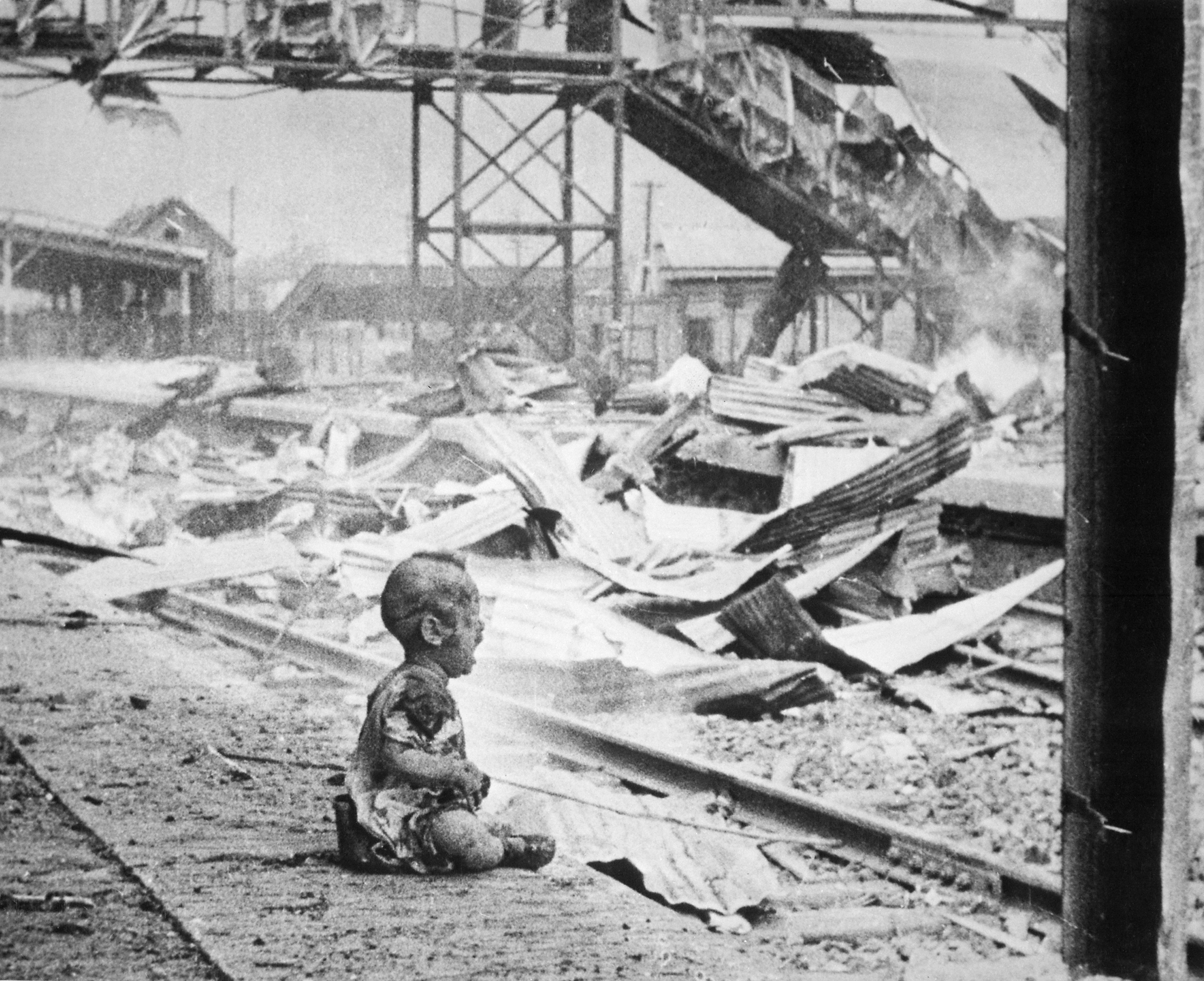
Una famosa fotografía titulada "Sábado sangriento", que muestra a un bebé quemado y aterrorizado en la estación sur de Shanghái después de un ataque aéreo de la Armada Imperial Japonesa contra civiles, el 28 de agosto de 1937.

El plan original de Zhang Zhizhong era utilizar su superioridad numérica para empujar a los japoneses al Huangpu, los puertos de este río deberían ser bloqueados para evitar la llegada de refuerzos. La 88.ª División china se dirigiría al distrito de Zhabei, donde estaban los cuarteles generales japoneses, mientras que la 87.ª División china se dirigiría a los cuarteles generales navales japoneses. Zhang Zhizhong pensaba que con el factor sorpresa tomaría sus objetivos en una semana, pero las fuertes fortificaciones japonesas retrasaron de manera alarmante el avance chino. En efecto, los obuses de 150 mm chinos no penetraban las defensas japonesas, y los soldados chinos debían avanzar hasta los puntos fuertes japoneses con granadas para dejar fuera de combate a los defensores.
El 16 de agosto, con el factor sorpresa perdido, Zhang Zhizhong ordenó rodear los puntos fuertes japoneses, en lugar de atacarlos de frente. Esta táctica tuvo éxito y muchas posiciones japonesas fueron completamente rodeadas, y luego fueron exterminadas en un día. No obstante, la llegada de los tanques japoneses desarticuló los cercos chinos, y el 18 de agosto se canceló el ataque.
Ese mismo día el general Chen Cheng llegó a Shanghái y después de discutir con Zhang Zhizhong, enviaron a la recién llegada 36.ª División a tomar los puertos de Hueishan, en el río Huangpu. El 22 de agosto, la 36.ª División llegó a sus objetivos, pero la falta de coordinación entre sus tanques y la infantería ocasionó que los tanques llegaran primero, siendo presa fácil de las armas antitanque. La infantería que fue llegando fue aniquilada con lanzallamas y ametralladoras. Aunque los japoneses habían retrocedido al Huangpu, unos mil soldados de la 36.ª División fueron asesinados junto con más de 90 oficiales.

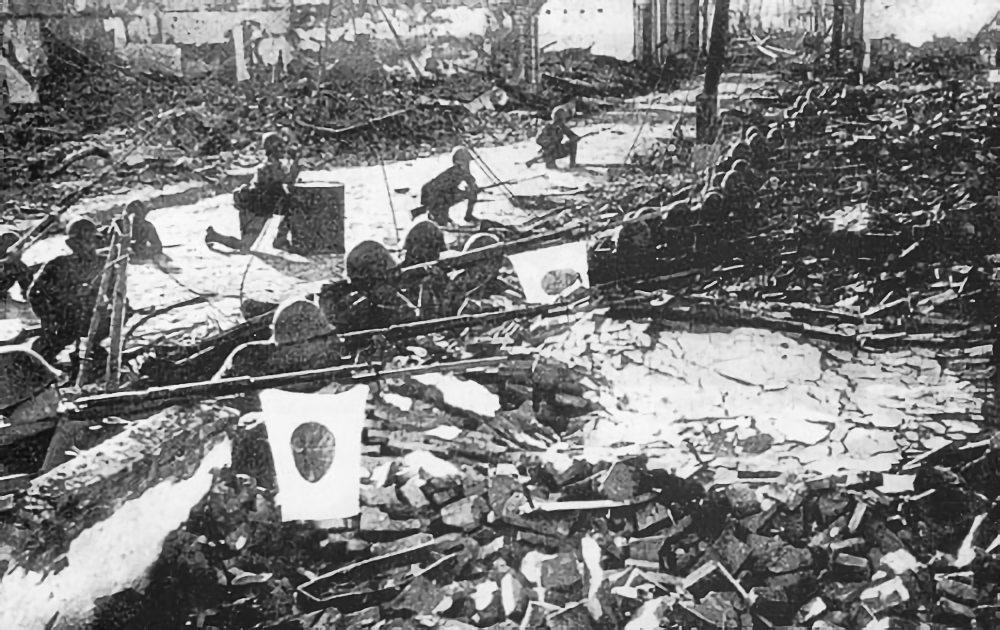
Soldados japoneses atrincherados en las calles de Shanghái.

El 22 de agosto, tres divisiones japonesas desembarcaron a unos 50 km al noreste del centro de Shanghái, lo que obligó al Alto Mando Chino a enviar tropas a los distritos al norte de la ciudad, para hacerle frente a las tropas japonesas. Debido a esto, el desplazamiento del frente en el centro de la ciudad se detuvo, y durante tres meses ambos bandos estuvieron manteniendo sus posiciones, sin que ninguno lograra ganar terreno.
Durante toda la campaña, las fuerzas aéreas chinas y japonesas estuvieron enfrentándose, sufriendo cada bando un número similar de bajas, no obstante, China estaba utilizando casi toda su flota aérea en los enfrentamientos, incapaz de producir aviones nuevos, mientras que Japón estaba produciendo aviones nuevos continuamente. Los continuos bombardeos japoneses empezaron a causar estragos en la población, y las bajas civiles fueron elevadas.

### Llegada de refuerzos japoneses

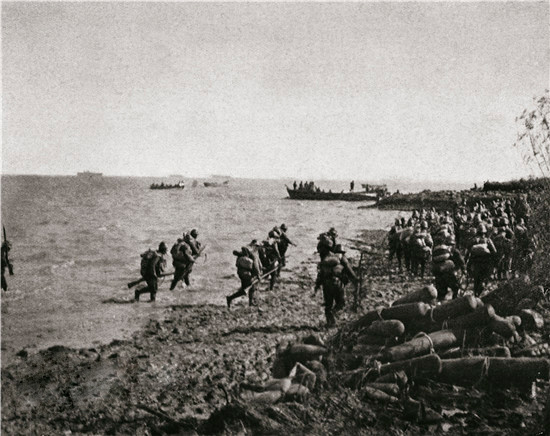
Soldados japoneses desembarcando cerca de Shanghái.

El 23 de agosto, desembarcó en Liuhe, Wusong, y Chuanshakou, al noreste de Shanghái, la Fuerza Expedicionaria Japonesa de Shanghái, comandada por Iwane Matsui, con dos divisiones (la 9.ª y la 13.ª). A pesar de que Chiang Kai-shek y Chen Cheng habían previsto desembarcos en la costa y las habían fortificado, los trabajos de defensa chinos no resistieron el serio bombardeo naval y aéreo que sufrió la costa antes del desembarco. No obstante, los soldados chinos que sobrevivieron a los bombardeos continuaron resistiendo a las mejor equipadas tropas japonesas, aprovechando la noche para contraatacar.
Durante las próximas dos semanas los pueblos de la costa frente a Shaghai fueron escenario de fuertes combates sino-japoneses, donde el 18.º ejército intentó detener los desembarcos con poco apoyo aéreo y sin apoyo naval. Los apurados trabajos de fortificación chinos los obligaron a construir en terrenos poco firmes, y en muchos casos, la lluvia era suficiente para derribar las defensas costeras. La falta de materiales obligó a los soldados chinos a buscar ladrillos en casas destruidas. La red de arroyos y canales de la zona, sin embargo, favoreció a los defensores chinos, estabilizándose el frente.
A finales de agosto, la inminente caída de Baoshan, un pueblo costero estratégico, marcó el fin de la contención china. Un batallón fue enviado a defender el pueblo, casi completamente rodeado por japoneses. El 5 de septiembre, el batallón chino, comandado por Yao Ziqing, fue rodeado, no obstante, los soldados chinos no se rindieron y el mismo Yao murió en combate. El pueblo fue tomado al día siguiente, siendo capturado vivo un soldado chino.

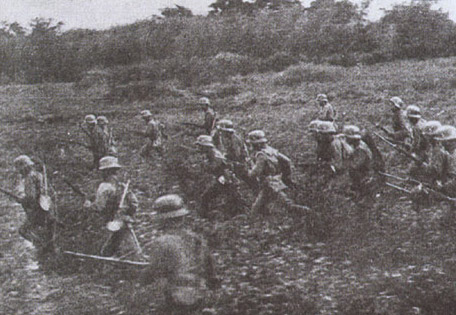
Fuerzas chinas contraatacan en Luodian.

Al haberse perdido Baoshan, el 11 de septiembre el Ejército chino pasó a la defensiva en el pueblo de Luodian, que servía de enlace entre varias pueblos. La caída de Luodian abriría las puertas a Shanghái y a Suzhou. Chiang Kai-shek ya había previsto la defensa de este pueblo, aconsejado por su amigo Alexander von Falkenhausen, y había destinado 300 mil soldados para la defensa de Luodian, mientras que los japoneses habían amasado 100 mil tropas, junto con tanques, aviones y barcos.
La carnicería que se llevó a cabo en la defensa de Luodian le valió el nombre de la "moleadora de carne y sangre". Con apoyo aéreo y con puestos de observación en globos, los japoneses empezaron a neutralizar los cañones de artillería chinos, atacando usualmente en el día. Cubiertos por cortinas de humo y escoltados por tanques, la infantería japonesa buscaba unidades de infantería china aisladas, sobrevivientes a los bombardeos casi diarios.
La superioridad de fuego japonés convenció a las fuerzas chinas de la inutilidad de un ataque directo. De esta manera, los soldados chinos atacaban en la noche, sembrando minas terrestres en los caminos, para luego replegarse en la madrugada a posiciones defensivas, donde soportaban los bombardeos. La ineficiencia china de montar ofensivas organizadas ocasionó fuertes bajas, un 50%, y para finales de septiembre se determinó que era inútil continuar con la defensa de Luodian, ya que el ejército chino estaba empezando a sufrir más bajas de las que podía soportar.

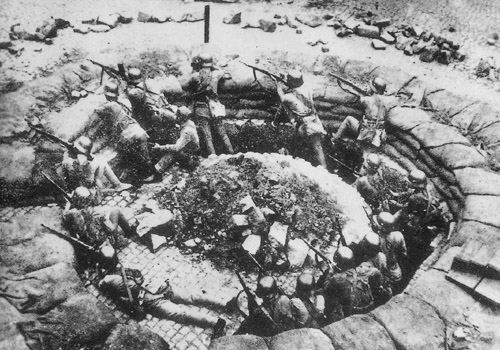
Soldados chinos se atrincheran en un nido de ametralladoras.

El 1 de octubre, molestos por la obstinación china, los generales japoneses presionaron al primer ministro Fumimaro Konoe para que accediera a incrementar el número de efectivos en el norte y centro de China, con el objetivo de forzar un cese de hostilidades. En este punto, 200 mil soldados japoneses se encontraban luchando al noreste de Shanghái, acercándose peligrosamente al pueblo de Dachang, lo que comprometía las posiciones chinas en Shanghái, ya que corrían el riesgo de ser atrapadas. Por este motivo, Chiang Kai-shek movilizó todo lo que tenía como reserva hacia Dachang, con el objetivo de evitar ser rodeado o tener que entregar Shanghái.
Hasta el 20 de octubre, el frente en Dachang se mantuvo casi sin cambios, avanzando los japoneses menos de 5 km, y aunque ganaban terreno en el día, poco después lo perdían. La llegada del ejército de Guangxi, al mando de los señores de la guerra Li Zongren y Bai Chongxi mejoró los pronósticos chinos. No obstante, un contraataque chino con estas tropas fue desbaratado por la superior artillería japonesa, que también terminó por destruir Dachang. La mala coordinación de las fuerzas chinas también fue un factor importante del fracaso chino. El 25 de octubre las ruinas de Dachang cayeron en manos japonesas y Chiang Kai-shek empezó a preparar el retiro de sus tropas de Shanghái, que había resistido por casi tres meses.

### Últimos combates y retirada china

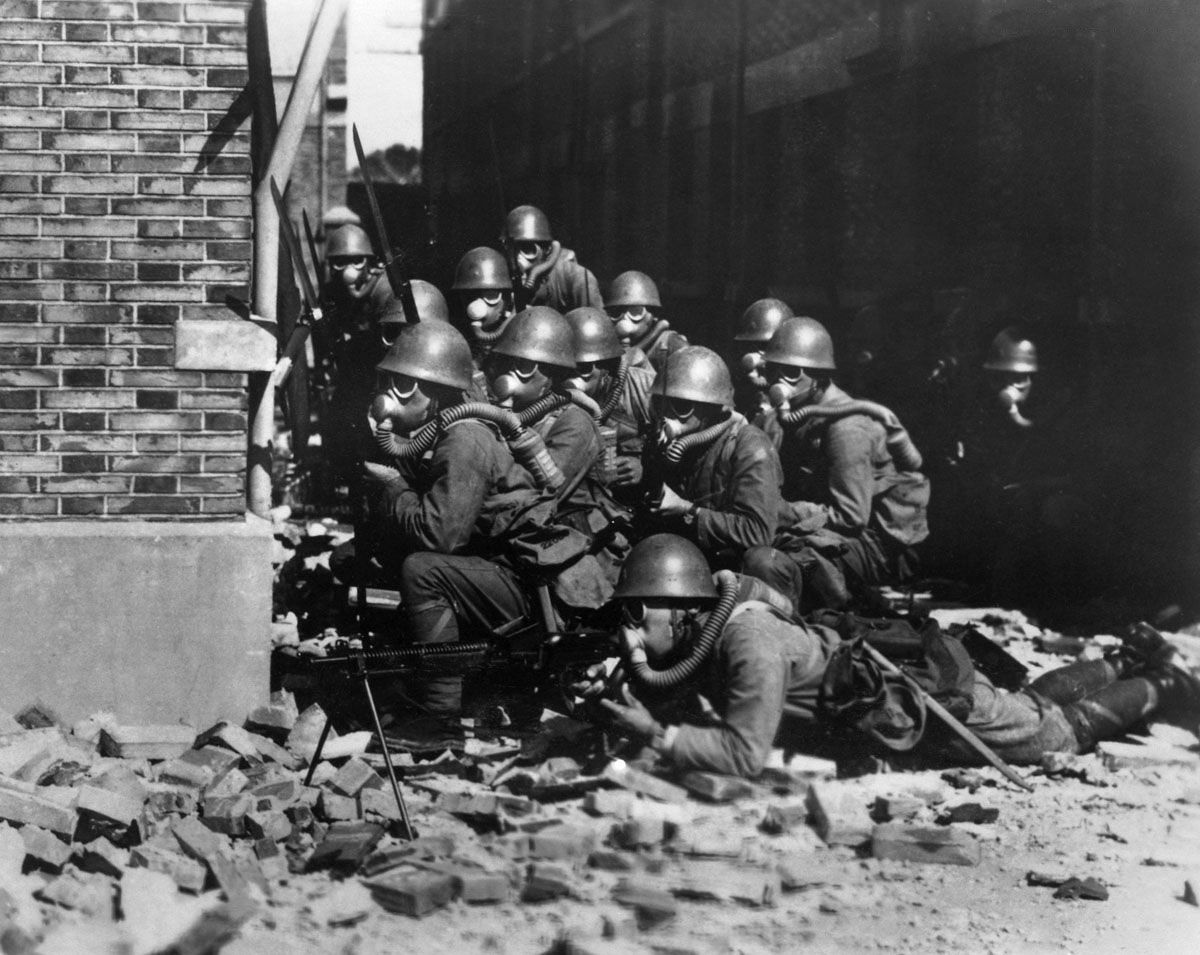
Tropas de las Fuerzas Especiales de Desembarco Naval de la Armada Imperial Japonesa con máscaras de gas se preparan para un avance en las calles de Shanghái.

En la noche del 26 de octubre los chinos empezaron a retirarse del centro de Shanghái. Como el cinturón defensivo del norte de la ciudad había caído, Chiang Kai-shek ordenó una retirada general de Shanghái, incluso de los poblados en los suburbios que no habían sufrido el combate. No obstante, un batallón fue dejado para que defendiera el almacén Sihang, ubicado en el banco norte del río Suzhou. En este edificio se llevaron fuertes combates, que fueron observados por diplomáticos europeos, que se encontraban al otro lado.
Chiang Kai-shek sugirió que las tropas chinas se fortalecieran alrededor del Suzhou, donde causarían fuertes bajas a los japoneses. No obstante, los generales Li Zongren, Bai Chongxi y Chang Fa-kuei, más conscientes de lo que tres meses de combate habían causado, intentaron convencerlo de que ordenara una retirada a las líneas defensivas entre Wufu y Xicheng, que protegían Nankín. Chiang Kai-shek insistió en su plan y el 28 de octubre viajó al frente para intentar mejorar la moral y apreciar la situación personalmente. El 30 de octubre los japoneses cruzaron el río y al no poder proteger sus flancos, los chinos quedaron en una situación peligrosa ya que también tuvieron que enfrentar un ataque inesperado desde el sureste.

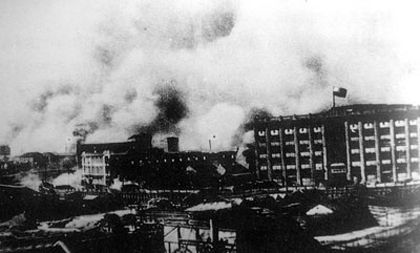
La bandera china ondeando sobre el almacén de Sihang.

El 12 de octubre los comandantes japoneses habían planeado un desembarco al norte de la bahía de Hangzhou, desde donde avanzarían hasta Shanghái desde el sur, creando dos frentes. Chiang Kai-shek había ordenado la protección de aquel flanco, pero la caída de Dachang lo habían obligado a desviar recursos hacia el Norte. De esta manera, el 5 de noviembre, los japoneses desembarcaron al Sur, a sólo 40 km de Shanghái, superando rápidamente las defensas costeras chinas, con tres divisiones y media del 10.º Ejército. El 13 de noviembre la XVI división japonesa desembarcaba aguas arriba de Shanghái, mientras el Ejército Expedicionario había logrado finalmente avanzar y rodear la zona de Shanghái.
Obligado por los nuevos desembarcos al sur, Chiang Kai-shek tuvo que acceder a abandonar Shanghái, contrariado ya que tenía la esperanza de recibir apoyo internacional de las reuniones que las potencias europeas y los Estados Unidos celebraban en ese momento en Bruselas y por las que había ignorado las propuestas de paz de los japoneses pocos días antes.
Por esta razón, no fue sino hasta el 11 de noviembre que Chiang Kai-shek ordenó la retirada hacia la línea defensiva de Nankín. Exhaustos, y cortos de suministros y municiones, los chinos se empezaron a replegar hacia su capital, entregando fácilmente sus posiciones. El 19 de noviembre la línea defensiva Wufu cayó y los japoneses tomaron Suzhou y Jiaxing  y el 26 de noviembre la línea Xicheng fue tomada. De esta manera, la principal línea defensiva china, construida a costos privativos, cayó en menos de dos semanas. Tras momentos de duda de parte del Alto Mando japonés, el 1 de diciembre este autorizó el ataque a la capital china.
Los atacantes japoneses, superando la resistencia china, se dirigieron a Nankín, y después de liberarla del ejército popular chino y del ejército nacional chino se ocupó la ciudad  conocida como la masacre de Nankín.

## Consecuencias

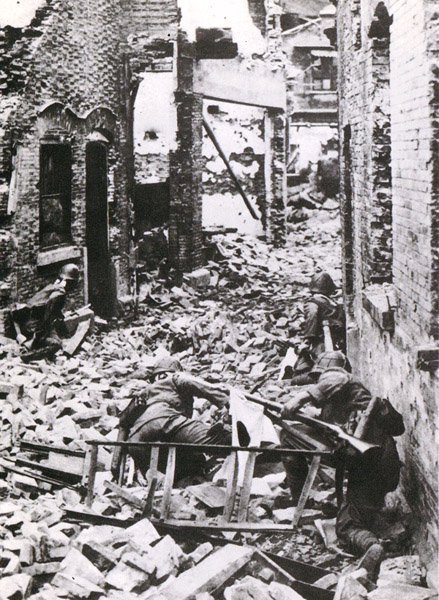
Tropas japonesas arrastrándose entre las ruinas.

La decisión de Chiang Kai-shek de apostar sus mejores tropas a la defensa de Shanghái continúa siendo motivo de controversia. El ejército chino, de 1,7 millones de hombres, contaba con menos de 300 mil soldados con un entrenamiento equiparable al del soldado japonés típico. De estos soldados, 80 000 habían sido entrenados por consejeros alemanes y constituían las tropas élite chinas, pero sufrieron 60% de bajas en Shanghái. El Grupo de Ejércitos Central chino jamás se recuperó de estas fuertes bajas, y las divisiones que eran consideradas élite al inicio de los combates, tuvieron que abrir sus filas a tropas poco entrenadas, con el objetivo de recuperar sus números.
No sólo el ejército sufrió por la costosa derrota, Chiang Kai-shek perdió la confianza de muchos de sus generales. Además, tuvo que aliarse con jefes de fuerzas provinciales, de lealtad dudosa. De esta manera, el sueño de Chiang Kai-shek de construir un ejército chino nacionalista unido, se vio truncado, en parte, por la derrota en Shanghái.
Una de las principales razones por las que Chiang Kai-shek no quiso entregar Shanghái fácilmente, se debió a que esperaba ganar la simpatía de los líderes occidentales durante los meses que duró la batalla, y consideraba, que de lograrlo, el terreno no cedido en Shanghái sería crucial para montar una contraofensiva con una hipotética ayuda internacional. Poco después, Chiang Kai-shek descubriría que las naciones europeas estaban más preocupadas por la amenaza que representaba Hitler, y no quería involucrarse en una guerra que consideraban ya perdida para China.

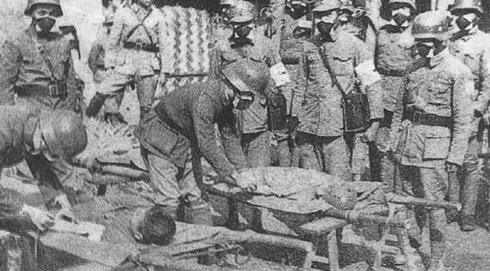
Bajas chinas por el uso de gas.

El 12 de septiembre, China llevó su caso a la Sociedad de Naciones, donde no logró obtener alguna medida contra Japón. El 5 de octubre, el Presidente de los Estados Unidos Franklin Delano Roosevelt dio un discurso donde llamó a las naciones a detener a las naciones agresoras, en clara alusión a Japón y a la Italia fascista, respecto a sus invasiones de China y a Etiopía respectivamente. Esta declaración estadounidense trajo esperanzaras a los líderes chinos, y Chiang Kai-shek se empeñó más en no dar la orden de entregar Shanghái. 
Los diplomáticos europeos y estadounidenses discutieron en Bruselas desde el 3 hasta el 24 de noviembre, sin lograr la participación japonesa. Durante este tiempo, las tropas chinas iniciaron su lenta retirada de Shanghái hacia las líneas defensivas, perdiéndose valiosas tropas por la esperanza de Chiang Kai-shek en las naciones occidentales. Finalmente, el aislacionismo estadounidenses y la política de apaciguamiento británica triunfó en la conferencia, y los diplomáticos se retiraron sin producir ningún resultado concreto.

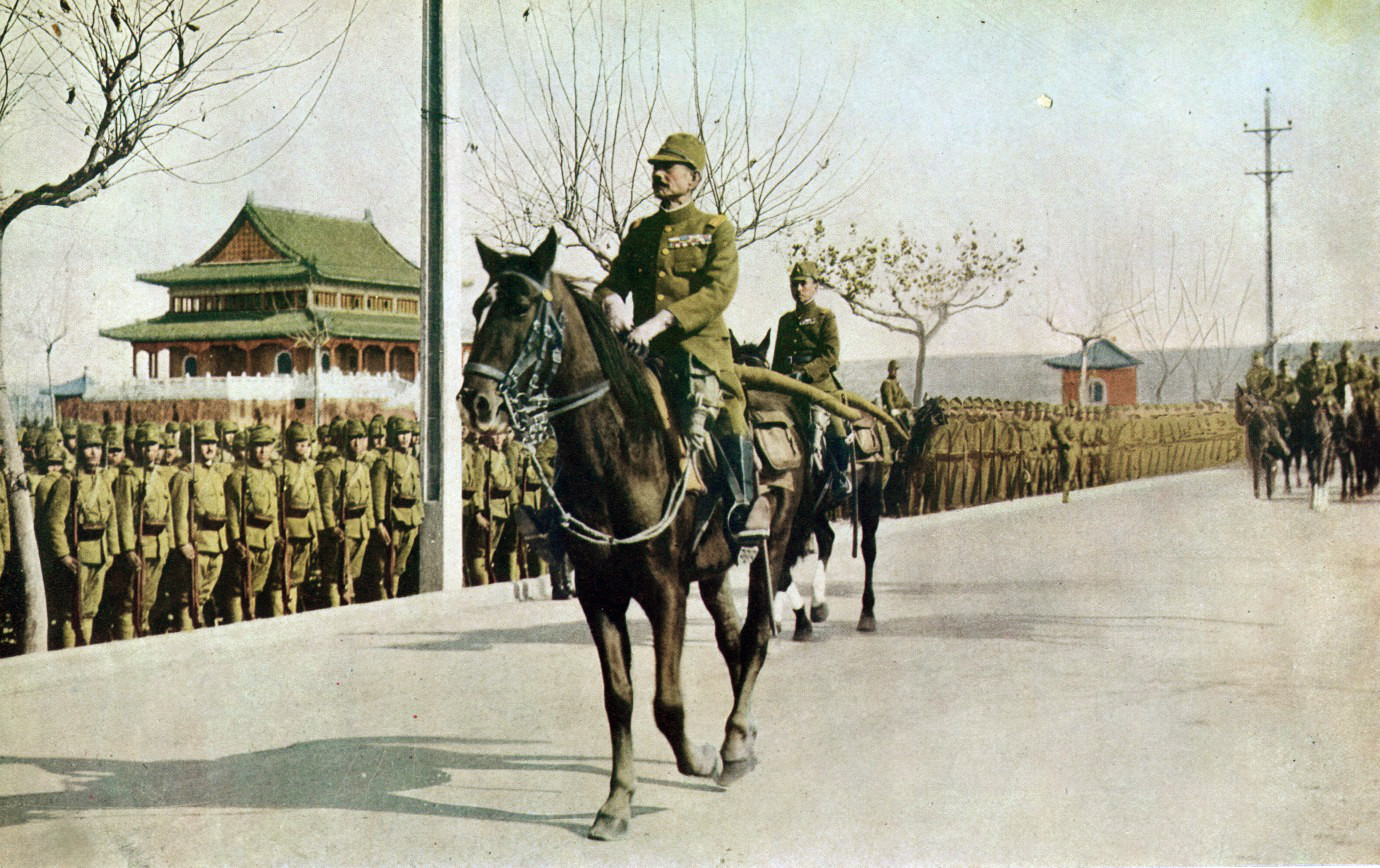
Iwane Matsui llegó a Nankín el 17 de diciembre de 1937.

El general Chen Cheng escribió en su informe final que en Shanghái la estrategia militar había sido suplantado por la estrategia política, y a pesar de que miles de soldados chinos murieron para demostrar a las naciones europeas que China podía ganar la guerra con apoyo, este objetivo no se logró.
La resistencia china en Shanghái fue una de las muchas batallas que frustrarían a los comandantes japoneses, deseosos de encontrar territorios para expandir su imperio sin oposición. Los japoneses luego se moverían hacia el norte, hacia Mongolia, de donde serían expulsados en la batalla de Khalkhin Gol. Finalmente se moverían hacia la Indochina francesa, y luego hacia las Indias Orientales. Estas últimas acciones afectarían directamente los intereses occidentales, que ya habían desechado la política de apaciguamiento, lo que provocaría que los Estados Unidos impusieran un bloqueo al Imperio de Japón, lo que a su vez provocaría el ataque a Pearl Harbor.